# Kollerschlag
Kollerschlag ist eine Marktgemeinde in Oberösterreich im Bezirk Rohrbach im oberen Mühlviertel mit 1542 Einwohnern (Stand 1. Jänner 2025). Der zuständige Gerichtsbezirk ist Rohrbach in Oberösterreich.

## Geografie
Kollerschlag liegt auf einer Höhe von 726 m ü. A. im oberen Mühlviertel. Die Ausdehnung beträgt von Nord nach Süd 6,2 km, von West nach Ost 5,2 km. Die Gesamtfläche beträgt 17,3 km². 31,8 % der Fläche sind bewaldet, 64,7 % der Fläche sind landwirtschaftlich genutzt.

### Gemeindegliederung
Das Gemeindegebiet umfasst folgende Ortschaften (in Klammern Einwohnerzahl Stand 1. Jänner 2025):
- Albenödt (12)
- Fuchsödt (51)
- Hanging (57)
- Haselbach (41)
- Innerödt (2)
- Kollerschlag (906)
- Lengau (67)
- Mistlberg (191)
- Raschau (29)
- Sauedt (52)
- Schröck (21)
- Stratberg (113)

### Nachbargemeinden
|           | Nebelberg                                   | Peilstein im Mühlviertel |
| Wegscheid | Kompassrose, die auf Nachbargemeinden zeigt |                          |
|           | Oberkappel                                  | Sarleinsbach             |

### Klima
|                        | Jan  | Feb  | Mär  | Apr  | Mai  | Jun  | Jul  | Aug  | Sep  | Okt  | Nov  | Dez  |   |      |
| Mittl. Temperatur (°C) | −2,8 | −1,7 | 2,1  | 7,1  | 12,3 | 14,9 | 17,1 | 16,6 | 12,3 | 7,6  | 1,8  | −1,7 | ⌀ | 7,2  |
| Mittl. Tagesmax. (°C)  | 0,2  | 1,8  | 6,3  | 12,3 | 17,6 | 19,9 | 22,3 | 21,9 | 17,2 | 12,1 | 5,0  | 1,0  | ⌀ | 11,5 |
| Mittl. Tagesmin. (°C)  | −5,2 | −4,3 | −0,9 | 3,0  | 7,9  | 10,5 | 12,6 | 12,4 | 8,8  | 4,6  | −0,5 | −4,0 | ⌀ | 3,8  |
|                        |      |      |      |      |      |      |      |      |      |      |      |      |   |      |
| Niederschlag (mm)      | 89   | 74   | 88   | 59   | 89   | 94   | 120  | 101  | 87   | 68   | 80   | 90   | Σ | 1039 |
|                        |      |      |      |      |      |      |      |      |      |      |      |      |   |      |
| Luftfeuchtigkeit (%)   | 80,3 | 73,6 | 68,9 | 58,8 | 56,6 | 59,6 | 59,8 | 59,3 | 65,5 | 68,6 | 80,3 | 83,2 | ⌀ | 67,9 |

| −5,2 |

| −4,3 |

| −0,9 |

| 3,0 |

| 7,9 |

| 10,5 |

| 12,6 |

| 12,4 |

| 8,8 |

| 4,6 |

| −0,5 |

| −4,0 |

| −5,2 |

| −4,3 |

| −0,9 |

| 3,0 |

| 7,9 |

| 10,5 |

| 12,6 |

| 12,4 |

| 8,8 |

| 4,6 |

| −0,5 |

| −4,0 |

## Geschichte
Bereits vor der Besiedlung führte ein Saumpfad von der Donau durch das Gemeindegebiet nach Böhmen, auf dem vor allem Salz transportiert wurde.

### Mittelalter
Ursprünglich im Ostteil des Herzogtums Bayern liegend, kam das Gebiet zwischen Ilz und Großer Mühl (Land der Abtei) im Jahr 1217 mittels Belehnung durch Kaiser Friedrich II. an das Hochstift Passau. Drei Jahre wurde das Gebiet weiterhin vom bayrischen Herzog als Kirchenlehen verwaltet, bis es 1220 in die unmittelbare Verwaltung des passauischen Bischofs überging. Das Gebiet um Kollerschlag gehörte zur Herrschaft Falkenstein, dessen Exponent Kalhoch II. im Jahr 1218 als Gründer von Schlägl auftritt und von dem sich wahrscheinlich auch der Name Kollerschlag, der im 13. Jahrhundert erstmals als „Chalhochslage“ in die Geschichte eintritt, ableitet. Im 13. Jahrhundert kam die Herrschaft Falkenstein in den Besitz der Witigonen. Im Zusammenhang mit der Absetzung Zawischs von Falkenstein durch seinen Stiefsohn König Wenzel II. von Böhmen belagerte König Albrecht I. 1289 die Burg Falkenstein und brachte sie durch Aushungern in österreichischen Besitz. Die Habsburger ließen die Herrschaft durch Pfleger verwalten oder verpfändeten sie, so zwischen 1331 und 1435 an die Wallseer. Im Laufe des 14. und 15. Jahrhunderts setzte sich im oberen Mühlviertel ohne besonderen Widerstand des passauischen Bischofs die österreichische Landeshoheit durch, 1506 kaufte Maximilian I. die Herrschaft Rannariedl, die seit dem 13. Jahrhundert ebenfalls Untertanen in Kollerschlag hatte.

### Herrschaftsverhältnisse
1540 wurde Falkenstein an Bartholomäus von Salburg verpfändet, Heinrich von Salburg kaufte die Herrschaft 1605. In den Händen der Salburger, von deren Wappen sich auch das Gemeindewappen von Kollerschlag ableitet, blieb die Herrschaft bis zur Aufhebung der Grundherrschaft 1848. 1620 kam auch Rannariedel durch Kauf in den Besitz der Salburger. Um 1570 gab es in Kollerschlag 24 Untertanen (Häuser), in Mistlberg 14, in beiden Orten gehörten je die Hälfte zur Herrschaft Falkenstein bzw. zur Herrschaft Rannariedl. Die Untertanen in den heute zu Kollerschlag gehörenden Dörfern gehörten größtenteils ebenfalls zu diesen beiden Herrschaften, einzelne Grundholden waren der Herrschaft Götzendorf (Lengau), der Herrschaft Marsbach (Albenödt) untertan, das Dorf Stratberg gehörte zur Gänze zur Herrschaft Pürnstein.

### Bauernunruhen und Gegenreformation
Sowohl die Erhöhung der Abgaben durch die Grundherrschaften, als auch die Empörung, der inzwischen zur lutherischen Religion übergegangenen Bauern über die Einsetzung katholischer Priester, führte zu ständigen Aufruhrbewegungen unter den Untertanen, die 1595 bis 1597 im so genannten Zweiten oberösterreichischen Bauernkrieg gipfelten. Heinrich Salburger trat mit einer überaus harten Gangart gegenüber seinen Untertanen in Erscheinung, was eine Reihe von Beschwerden sowohl der Untertanen der Herrschaft Falkenstein, als auch jener von Rannariedl belegen.
Im Jahr 1610 tauchte Kollerschlag in einem größeren Zusammenhang in der Geschichte auf: Im Zuge des „habsburgischen Bruderzwistes“ zwischen Erzherzog Mathias I. als oberösterreichischem Landesherren und Kaiser Rudolf II., warb Zweiterer im Hochstift Passau, dem sein Cousin Erzherzog Leopold als Bischof vorstand, ein größeres Söldnerheer an. An der Grenze bei Hanging wurden Schanzen aufgeworfen, die mit Bauern und einigen wenigen regulären Söldnern der Landstände besetzt wurden. Diese konnten jedoch den häufigen Übergriffen des „passauischen Kriegsvolkes“ auf österreichisches Gebiet, unter denen die Bevölkerung besonders litt und die auch zu mehreren Todesfällen führten, nichts entgegensetzen. Da das hochstiftische Gebiet nicht mehr in der Lage war, das etwa 12.600 Mann starke Söldnerheer zu ernähren, der Kaiser die Truppen aus Geldmangel weder entlohnen noch entlassen konnte, fielen sie unter Führung des Obristen Lorenz von Ramée im Land ob der Enns ein (nicht über Kollerschlag) und verwüsteten weite Landstriche.
Die blutigste Auseinandersetzung dieser Zeit war der oberösterreichische Bauernkrieg von 1626, der in Lembach, das zur gleichen Herrschaft wie Kollerschlag gehörte, seinen Ausgang nahm und dessen Ursachen wiederum in der wirtschaftlichen Belastung und in den gegenreformatorischen Bestrebungen der bayrischen Besatzungsmacht zu suchen sind. Ähnlich wie nach dem Aufstand von 1595 bis 1597 kam es nach der Niederlage der Aufständischen zu harten Strafmaßnahmen.
Bestärkt durch die militärischen Erfolge des Schwedenkönigs Gustav Adolf in Bayern, kam es 1632, unter den im Geheimen nach wie vor protestantischen Bauern, zu Aufstandsbewegungen, die unter der Führung von Jakob Greimbl im Hausruckviertel ihren Ausgang nahmen. Im Herbst 1632 griff der Aufstand auch auf das Mühlviertel über, rund 700 Bauern besetzten den Pfarrhof von Niederwaldkirchen. Der obderennsische Landeshauptmann Ludwig Freiherr von Kuefstein wandte sich an Wallenstein, der daraufhin zwei Regimenter ins Mühlviertel beorderte. Unter der Führung des Ernst Graf von Montecuccoli und des Obrist Hanns Zyriak von Traun, der den Oberbefehl innehatte, marschierte das Söldnerheer von Passau nach Haslach an der Mühl. Innerhalb weniger Tage passierten tausende von Soldaten Kollerschlag. Die Bevölkerung wurde von den durchziehenden undisziplinierten Heerhaufen ausgeraubt und misshandelt.
Im Zuge der Gegenreformation im 17. Jahrhundert musste die bäuerliche Bevölkerung wieder zur katholischen Religion zurückkehren oder ihr Glück im Exil suchen, wovon besonders viele aus dem Mühlviertel Gebrauch machten.

### Erbfolgekriege
Auch im 18. Jahrhundert wurde Kollerschlag von Kriegsbedrohungen, die zumeist in einem kontinentalen Kontext standen (Kabinettskriege) nicht verschont: Im Zuge des Spanischen Erbfolgekrieges 1701–1714 war 1704 die Grenze von einem Einmarsch der mit den Franzosen verbündeten Bayern bedroht. Abt Siard Worath von Schlägl und Anton Erasmus von Ödt zu Götzendorf organisierten die Aufstellung eines Landregiments zur Verteidigung der Grenze, wobei wiederum in der Nähe von Hanging Schanzanlagen aufgeworfen wurden. Erst der Sieg Prinz Eugens in der Schlacht von Höchstädt konnte die Gefahr bannen. Im Zuge des Österreichischen Erbfolgekriegs (1740–1748) zogen im Herbst 1741 Bayern und Franzosen kampflos in Österreich, unter anderem über Kollerschlag, ein, wurden aber Anfang 1742 wieder zurückgeschlagen.
Im Jahr 1765 wurde durch einen Vertrag zwischen Österreich und dem Hochstift Passau die heutige Grenzziehung fixiert: Das zu Rannariedl gehörige Amt Jandelsbrunn und das zu Falkenstein gehörige Amt Wildenranna gingen an Passau, Österreich erhielt verstreute Untertanen.

### Pfarrgründung
Mit der Kirchenreform Kaiser Josephs II., mit der eine Reihe von Pfarrgründungen einhergingen, kam es 1784 auch in Kollerschlag zur Pfarrgründung. Bis zu diesem Zeitpunkt gehörte der Ort Kollerschlag zur Pfarre Wegscheid, das Gebiet des heutigen Oberösterreich zur Diözese Passau. Mit den neuen Pfarrgründungen und der Gründung der Diözese Linz 1785 wurden die kirchlichen Grenzen jenen der Landesgrenzen angepasst. Zur neuen Pfarre kamen noch Ortschaften der Pfarre Sarleinsbach (Raschau, Albenödt, Schröck und Stratberg) und Peilstein (Hinternebelberg, Stift, Sauödt und Lengau), womit im Jahr 1788 die Pfarre bereits die heutige Gestalt annahm. Zwischen 1787 und 1800 wurde die Pfarrkirche erbaut.

### 19. Jahrhundert
Die exponierte geografische Lage an der bayrischen Grenze führte, wie schon in den Jahrhunderten zuvor, auch im 19. Jahrhundert zu einer Reihe von Truppendurchzügen. In den Koalitionskriegen (1800, 1805, 1809) gegen das revolutionäre Frankreich, war Oberösterreich wiederholt Kriegsschauplatz und das Land wurde mehrmals besetzt. Besonders durch die Besatzung nach dem Dritten Koalitionskrieg 1805, die bis März 1806 andauerte, war die Bevölkerung im Mühlviertel härtesten Belastungen ausgeliefert, da es ab Jänner 1806 durch den Abzug der Franzosen aus Niederösterreich nach Bayern durch das Mühlviertel, so auch durch Kollerschlag, zu ständigen Einquartierungen und Truppendurchzügen kam. Neben den mit Truppendurchzügen immer einhergehenden Ausschreitungen, waren es besonders die Ablieferungen in Form von Nahrungsmittel, Futter und Pferden die der Bevölkerung besonders zu schaffen machten. Mit dem Reichsdeputationshauptschluss 1803, mit dem die geistlichen Fürstentümer abgeschafft wurden, änderten sich die Verhältnisse auf der anderen Seite der Grenze. Zunächst kam das Gebiet zwischen Ilz und Ranna kurzzeitig an das säkularisierte Kurfürstentum Salzburg, bis es 1805 im Frieden von Pressburg an Bayern abgetreten werden musste. Auch die rechtliche Qualität der Grenze änderte sich in diesen Jahren. Mit der Auflösung des Heiligen Römischen Reiches 1806 durch Kaiser Franz II., der seit 1804 auch als Kaiser Franz I. von Österreich regierte, wurde die Grenze bei Kollerschlag Außengrenze, bis dahin war sie über Jahrhunderte eine „Binnengrenze“ im Staatsverband des Heiligen Römischen Reiches. Mit der Aufhebung der Grundherrschaften im Revolutionsjahr 1848 endete auch in Kollerschlag das oft nicht reibungslose Untertanenverhältnis zwischen den hier ansässigen Bauern und ihrer jeweiligen Obrigkeit.

### 20. Jahrhundert
Wie auch andernorts war die Stimmung beim Ausbruch des Ersten Weltkriegs euphorisch. Der erwartete kurze Kriegsverlauf war ein Trugschluss, 93 Soldaten aus der Pfarre Kollerschlag bezahlten den Krieg mit ihrem Leben. Die Notlage und mangelnde Perspektive nach dem Ersten Weltkrieg ermutigten viele Personen auszuwandern, so versuchten auch 22 Kollerschläger ihr Glück auf der anderen Seite des Atlantiks.
Im Juli 1934 war Kollerschlag ein Nebenschauplatz des gescheiterten Putsches der Nationalsozialisten (Juliputsch), bei dem der österreichische Bundeskanzler Engelbert Dollfuß ermordet wurde. Bei bewaffneten Überfällen der Nationalsozialisten zwischen dem 25. und 27. Juli auf die Grenzübergänge Haselbach, Hanging, Kriegwald und auf den Gendarmerieposten Kollerschlag wurden der Gendarmerieinspektor Richard Hölzel und drei Mitglieder der Österreichischen Legion getötet.
Zudem wurde in den frühen Morgenstunden des 26. Juli am Grenzübergang Hanging ein deutscher Kurier mit gefälschtem Pass beim illegalen Grenzübertritt aufgegriffen, der den verschlüsselten Aufstandsplan für die österreichischen Bundesländer (Kollerschlager Dokument) – in der Krawatte eingenäht – bei sich hatte. Nach dem „Anschluss Österreichs“ an das Deutsche Reich am 13. März 1938 gehörte der Ort zum Gau Oberdonau. Ende April 1945 wurde Kollerschlag von den anrückenden Verbänden der US-Armee beschossen, wobei drei Häuser den Flammen zum Opfer fielen. Am Abend des 30. April 1945 betraten am Grenzübergang Hanging erstmals US-amerikanische Soldaten oberösterreichischen Boden, vier Personen verloren beim Einmarsch ihr Leben.
Nach 1945 erfolgte die Wiederherstellung Oberösterreichs. Kollerschlag lag bis 1955 in der sowjetischen Besatzungszone, direkt angrenzend an die amerikanische Zone in Bayern. Mit dem EU-Beitritt Österreichs am 1. Jänner 1995 und dem Wegfall der Grenzkontrollen durch Beitritt Österreichs zum Schengen-Raum am 1. Dezember 1997 öffnete sich die Westgrenze Kollerschlags, die die Geschichte des Ortes über Jahrhunderte geprägt hat.

### Bevölkerungsentwicklung
Die Bevölkerung der Ortschaften Lengau, Sauedt (früher Gemeinde Peilstein), Albenödt, Raschau, Schröck und Stratberg (früher Gemeinde Sarleinsbach), die mit 1. Jänner 1950 eingemeindet wurden, ist in der Zahl des Jahres 1939 nicht enthalten. Die vorherigen Zahlen beziehen sich auf das heutige Gemeindegebiet.

## Kultur und Sehenswürdigkeiten

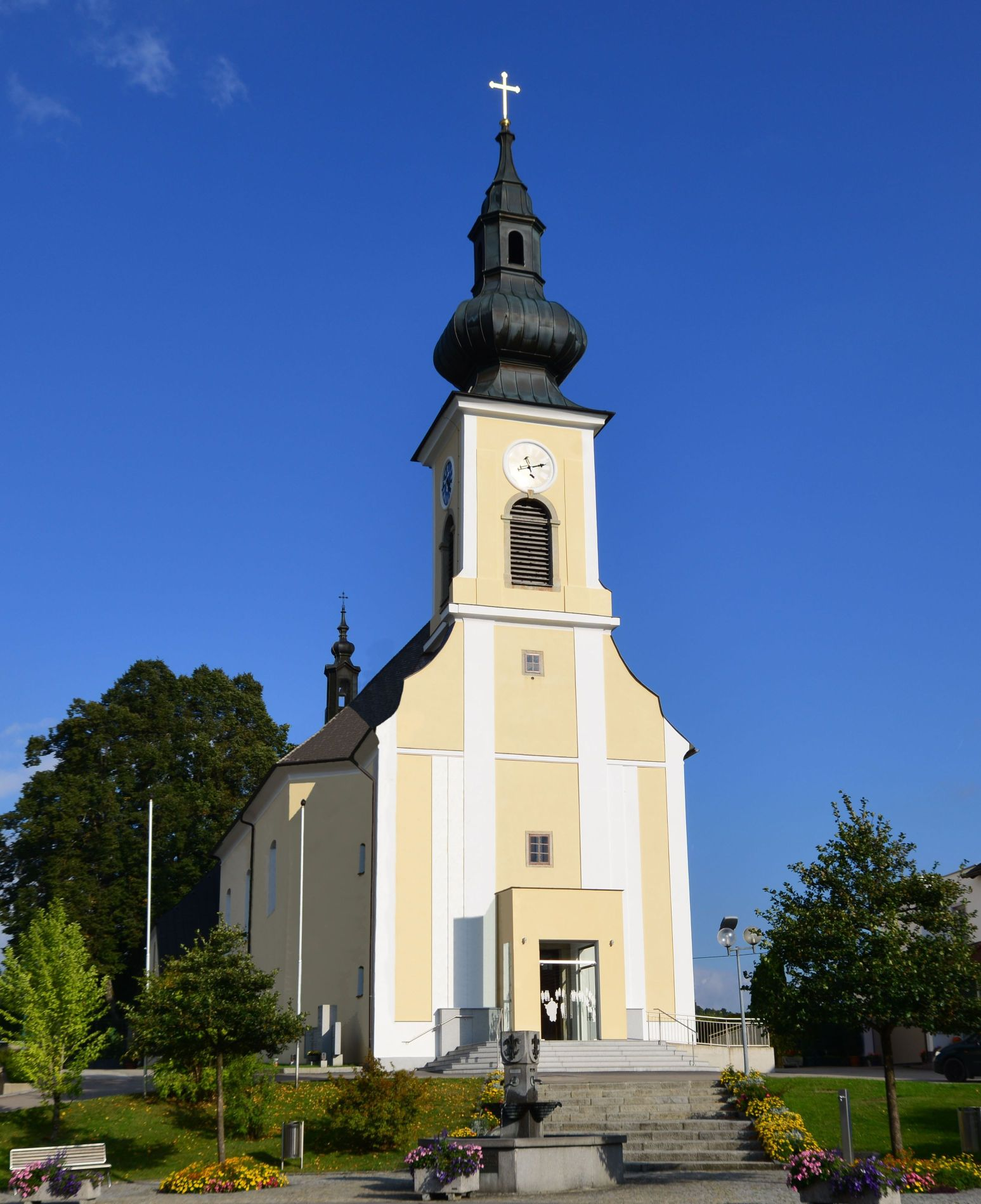
Pfarrkirche Kollerschlag

- Katholische Pfarrkirche Kollerschlag hl. Josef: Die Pfarrkirche Kollerschlag (Patrozinium zum Hl. Josef) wurde von 1787 bis 1790 im Josephinischen Stil erbaut. 1875 wurde der 42 Meter hohe Hauptturm mit Zwiebelhelm in der heutigen Gestalt errichtet. Besonders wertvoll ist der Hochaltar aus dem 18. Jahrhundert mit einem Gemälde („Tod des Hl. Josef“) von Bartholomeo Altomonte. Der Altar war ursprünglich ein Seitenaltar im Stift Schlägl. Die Orgel der Firma Orgelbau Kögler wurde 1985 eingebaut.[3] Im Jahr 2010 wurden für die Pfarrkirche fünf neue Glocken von der Glockengießerei Perner angeschafft, welche von heimischen Künstlern gestaltet wurden.[4] Von 2013 bis 2014 wurde an der Pfarrkirche eine umfangreiche Außensanierung durchgeführt. Unter anderem wurde die Kirche neu eingedeckt, ein Sakristeizubau sowie das Westportal neu errichtet und die Fassade renoviert.[5] Am 18. Mai 2014 wurde dann schließlich auch das neue Turmkreuz gesteckt.[6]

- Werkstatt Kollerschlag: In der 1985 von den Brüdern Heinz, Werner und Wolfgang Baumüller gegründeten Werkstatt Kollerschlag, werden Skulpturen international bedeutender Künstler mit Hilfe von Handwerkern der Region realisiert. Die Werkstatt Kollerschlag versteht sich als Schnittstelle zwischen Künstlern, Handwerkern und Architekten. Ziel ist die Etablierung von Kunst im öffentlichen Raum. Es entstanden u. a. Werke in Zusammenarbeit mit Joseph Beuys, Tony Cragg, Jonathan Borofsky, Herbert Brandl, Jeff Koons, Walter Pichler, Anselm Glück sowie Klaus Rinke.[7][8][9]

## Wirtschaft und Infrastruktur

### Öffentliche Einrichtungen
Der Bauhof, das Feuerwehrhaus der Freiwilligen Feuerwehr sowie das Musikheim der Gemeinde wurden 1996 in einem gemeinsamen Gebäude an der südlichen Ortseinfahrt errichtet.
Neben dem Gebäude befindet sich die Wetterstation Kollerschlag, die von der ZAMG betrieben wird. Eine weitere Feuerwehr in der Gemeinde besteht in Mistlberg.
Das Gemeindeamt befindet sich im Ortszentrum, es wurde dort neu errichtet und 2009 eröffnet.
Die Volksschule und der Kindergarten samt Bücherei und Sporthalle befinden sich in unmittelbarer Nähe des Freibads.
Vom Verein Biowärme Kollerschlag wurde 2014 ein neues Biomasse-Heizkraftwerk errichtet und in Betrieb genommen.

### Unternehmen
In Kollerschlag sind etwa 48 Unternehmen ansässig.
Größter Arbeitgeber in Kollerschlag mit etwa 85 Beschäftigten ist das Elektronik-Unternehmen Loxone, das hier 2013 ein neues Betriebsgebäude an der südlichen Ortseinfahrt errichtet hat.
Loxone entwickelt, produziert und vertreibt Komponenten und Software zum Einsatz im Smart Home.

### Verkehr
Die Böhmerwald Straße führt von der Bezirkshauptstadt Rohrbach kommend durch das Ortszentrum, anschließend verläuft sie bis zur nahen Staatsgrenze, wo dann im Anschluss die deutsche B 388 nach Passau führt. Daneben führen von Kollerschlag aus die Landesstraßen L1530 nach Sarleinsbach, L1543 nach Oberkappel und L1553 nach Julbach.

## Politik
Bürgermeister war von 1996 bis Anfang 2021 Franz Saxinger von der ÖVP, Vizebürgermeister war Georg Ecker, ebenfalls ÖVP. Ecker folgte Saxinger im Jänner 2021 als Bürgermeister nach. Im Rahmen der Gemeinderats- und Bürgermeisterwahlen 2021 wurde SPÖ-Kandidat Johannes Resch im September 2021 zum Bürgermeister gewählt, Ecker legte in der Folge auf Gemeindeebene alle Ämter zurück.

### Bürgermeister
- 1996–2021 Franz Saxinger (ÖVP)[14]
- 2021 Georg Ecker (ÖVP)[14][17]
- 2021 Johannes Resch (SPÖ)[17]

Wahlergebnisse im Detail:
|                 | Landtagswahl 2009 | Landtagswahl 2009 | Landtagswahl 2009 | 2003    | 2003    | 2003      | 1997   | 1997    | 1991   | 1991    | 1985   | 1985    | 1979   |
| --------------- | ----------------- | ----------------- | ----------------- | ------- | ------- | --------- | ------ | ------- | ------ | ------- | ------ | ------- | ------ |
| Partei          | Stimmen           | %                 | Diff.             | Stimmen | %       | Diff.     | %      | Diff.   | %      | Diff.   | %      | Diff.   | %      |
| ÖVP             | 637               | 63,26 %           | + 1,78 %          | 541     | 61,48 % | - 6,32 %  | 67,8 % | - 8,9 % | 76,7 % | - 6,8 % | 83,5 % | - 7,9 % | 91,4 % |
| SPÖ             | 159               | 15,79 %           | - 15,57 %         | 276     | 31,36 % | + 17,36 % | 14,0 % | - 1,8 % | 15,8 % | + 0,8 % | 15,0 % | + 6,9 % | 8,1 %  |
| Grüne           | 34                | 3,38 %            | + 0,65 %          | 24      | 2,73 %  | + 2,43 %  | 1,3 %  | + 1,3 % |        |         |        |         |        |
| FPÖ             | 142               | 14,10 %           | + 10,24 %         | 34      | 3,86 %  | - 11,14 % | 15,0 % | + 8,8 % | 6,2 %  | + 5,7 % | 0,5 %  | + 0,0 % | 0,5 %  |
| BZÖ             | 18                | 1,79 %            | + 1,79 %          |         |         |           |        |         |        |         |        |         |        |
| Sonstige        | 17                | 1,69 %            | + 1,12 %          | 5       | 0,57 %  | - 1,43 %  | 2,0 %  | + 0,8 % | 1,2 %  | + 0,2 % | 1,0 %  | + 1,0 % | 0,0 %  |
| Wahlberechtigte | 1.194             |                   | + 10,25 %         | 1.083   |         |           |        |         |        |         |        |         |        |
| Wahlbeteiligung | 1.027             | 86,01 %           | + 1,43 %          | 916     | 84,58 % |           |        |         |        |         |        |         |        |
| Gültig          | 1.007             | 98,05 %           | + 1,98 %          | 880     | 96,07 % |           |        |         |        |         |        |         |        |
| Ungültig        | 20                | 1,95 %            | - 1,98 %          | 36      | 3,93 %  |           |        |         |        |         |        |         |        |

|                 | Gemeinderatswahl 2009 | Gemeinderatswahl 2009 | Gemeinderatswahl 2009 | Gemeinderatswahl 2009 | 2003    | 2003    | 2003      | 2003  | 1997   | 1997    | 1991   | 1991     | 1985   |
| --------------- | --------------------- | --------------------- | --------------------- | --------------------- | ------- | ------- | --------- | ----- | ------ | ------- | ------ | -------- | ------ |
| Partei          | Stimmen               | %                     | Diff.                 | Mand.                 | Stimmen | %       | Diff.     | Mand. | %      | Diff.   | %      | Diff.    | %      |
| ÖVP             | 677                   | 66,83 %               | - 1,48 %              | 13                    | 610     | 68,31 % | - 0,39 %  | 13    | 68,7 % | - 0,9 % | 69,6 % | - 10,0 % | 79,6 % |
| SPÖ             | 199                   | 19,64 %               | - 12,05 %             | 4                     | 283     | 31,69 % | + 13,19 % | 6     | 18,5 % | - 2,5 % | 21,0 % | + 0,6 %  | 20,4 % |
| FPÖ             | 137                   | 13,52 %               | + 13,52 %             | 2                     |         |         |           |       | 12,8 % | + 3,4 % | 9,4 %  | + 9,4 %  |        |
| Wahlberechtigte | 1.233                 |                       | + 11,38 %             |                       | 1.107   |         |           |       |        |         |        |          |        |
| Wahlbeteiligung | 1.049                 | 85,08 %               | + 0,71 %              |                       |         | 84,37 % |           |       |        |         |        |          |        |
| Gültig          | 1.013                 | 96,57 %               | + 0,96 %              |                       |         | 95,61 % |           |       |        |         |        |          |        |
| Ungültig        | 36                    | 3,43 %                | - 0,96 %              |                       |         | 4,39 %  |           |       |        |         |        |          |        |

|                 | Bürgermeisterwahl 2009 | Bürgermeisterwahl 2009 | Bürgermeisterwahl 2009 | Bürgermeisterwahl 2009 | 2003           | 2003    | 2003    | 2003      | 1997           | 1997   |
| --------------- | ---------------------- | ---------------------- | ---------------------- | ---------------------- | -------------- | ------- | ------- | --------- | -------------- | ------ |
| Partei          | Kandidat/in            | Stimmen                | %                      | Diff.                  | Kandidat/in    | Stimmen | %       | Diff.     | Kandidat/in    | %      |
| ÖVP             | Franz Saxinger         | 771                    | 78,04 %                | + 3,41 %               | Franz Saxinger | 659     | 74,63 % | – 7,17 %  | Franz Saxinger | 81,8 % |
| SPÖ             | Heinrich Krenn         | 217                    | 21,96 %                | - 3,41 %               | Heinrich Krenn | 224     | 25,37 % | + 39,16 % |                | 18,2 % |
| Wahlberechtigte |                        | 1.233                  |                        | + 11,38 %              |                | 1.107   |         |           |                |        |
| Wahlbeteiligung |                        | 1.049                  | 85,08 %                | + 0,71 %               |                | 934     | 84,37 % |           |                |        |
| Gültig          |                        | 988                    | 94,18 %                | - 0,36 %               |                | 883     | 94,54 % |           |                |        |
| Ungültig        |                        | 61                     | 5,82 %                 | + 0,36 %               |                | 51      | 5,46 %  |           |                |        |

### Wappen
| Wappen von Kollerschlag | Blasonierung: „Gespalten von Gold und Blau mit einer heraldischen Lilie in verwechselten Farben.“ |
| Wappen von Kollerschlag | Wappenbegründung: Die Lilie erinnert an das Wappen der Grafen Salburg von Altenhof, die früher die Grundherrschaft über Kollerschlag ausübten. Der Entwurf des Wappens stammt aus dem Jahr 1970 von Heinrich Baumüller. Die Gemeindefarben sind Gelb-Blau |

## Persönlichkeiten

### Ehrenbürger der Gemeinde
- 1999: Karl Wohlschlager (1924–2000), Pfarrer und Ehrenbürger von Kollerschlag und Nebelberg.[19]
- 2018: Josef Leitner (* 1953), Arzt in Kollerschlag seit 1983[20]
- 2018: Laurenz Neumüller (* 1948), Pfarrer von Kollerschlag seit 2000[20]

### Söhne und Töchter der Gemeinde
- Norbert Hanrieder (1842–1913), oberösterreichischer Mundartdichter, in Kollerschlag geboren
- Hermann Derschmidt (1904–1997), Lehrer und Volksmusikforscher
- Werner Baumüller (* 1956), Kunstmanager und Krimi-Autor
- Michaela Falkner (* 1970), Schriftstellerin und Performancekünstlerin